# Ugo Tiberio
Ugo Tiberio (Campobasso, 1904 – Livorno, 1980) è stato un ingegnere italiano.

## Biografia
Docente all'Accademia Navale di Livorno dal 1941 e all'Università di Pisa dal 1954 al 1979, fu notevole innovatore nel campo della radiometria.
Nato a Campobasso nel 1904 da Sebastiano Tiberio e Maria Rachele De Feo, venne indirizzato alla carriera nella Marina Militare dallo zio materno Vincenzo de Feo. Si laureò in ingegneria ed entrò all'Istituto Superiore delle Trasmissioni. Nel 1936 con il collega professor Nello Carrara mise a punto un sistema di localizzazione degli oggetti a distanza con onde magnetiche detto “radio telemetro” EC1, cioè il “radar”. Solo la miopia della Regia Marina, che non finanziò la scoperta, permise alla marina Inglese di costruire per prima un'identica apparecchiatura che fu brevettata nel 1940, ma con un costo di dieci milioni di sterline. La grande onestà morale e l'amor di patria fecero sì che Ugo Tiberio rifiutasse allettanti offerte dal governo americano che aveva intuito l'importanza della scoperta.
Ugo Tiberio fu quindi il padre del radar Italiano (detto Gufo) e fu impegnato alla sua progettazione, con fondi risibili e pochissimi collaboratori. Gli alti Comandi delle Forze Armate (e in particolare la Regia Marina, l'unica che aveva vagamente compreso l'importanza di questo genere di apparecchi) non ritennero infatti opportuno destinare allo sviluppo fondi o tanto meno del personale. Solo nel 1938 gli furono affiancati un limitato numero di collaboratori. La messa a punto del nuovo apparecchio fu comunque un "secondo lavoro", rispetto agli incarichi istituzionali ricoperti. La sua attività di ricerca procedette tra mille difficoltà finché dopo un vivace scontro con l'ammiraglio Iachino (divenuto comandante dell'Accademia Militare di Livorno) gli fu ingiunto di abbandonare i suoi studi, “di notte in mare non si combatte”. Per le sue resistenze e proteste gli fu inflitta anche la cella di rigore. Dopo il disastro a cui andò incontro l'ammiraglio Iachino, a Capo Matapan, ci si ricordò di lui. Nella notte tra il 28 e il 29 marzo 1941, infatti, la squadra della marina inglese comandata dall'ammiraglio Cunninghan, una volta localizzate, grazie al radar, le nostre navi della 1ª Divisione navale (tre incrociatori: Zara, Pola e Fiume e due cacciatorpediniere Alfieri e Carducci), ordinò in piena notte di accendere i riflettori e in quattro minuti le affondò. Nello scontro perirono circa 2 300 uomini degli equipaggi. Tiberio fu subito chiamato dal Comando Supremo e lo si pregò di realizzare al più presto: “l'apparecchio che vede le navi di notte”. In gran fretta furono ripristinati i prototipi fino allora realizzati ordinando alla SAFAR 50 esemplari del già citato "Gufo" e alla MARELLI 150 esemplari del più avanzato "Folaga". Ma per le contingenze del momento e per la scarsa disponibilità di personale specializzato alla data dell'8 settembre 1943 furono consegnati, però, solo 13 "Gufo" e quattro "Folaga" più i 4 prototipi iniziali, nettamente in ritardo rispetto all'andamento del conflitto. Terminato il conflitto si scoprì che il sistema ideato da Ugo Tiberio era addirittura più efficace di quello inglese. 
Nel dopoguerra l'ing. Tiberio continuò la sua opera di ricerca nel campo dell'elettronica applicata, delle telecomunicazioni, della propagazione elettromagnetica e della bioingegneria pubblicando, tra l'altro, numerosi saggi e scritti tra cui il fondamentale volume: "Introduzione alla Radiotelemetria (Radar) edito a Roma, nel 1946, dalla Edizione Rivista Marittima.
Al suo nome sono legati in campo internazionale alcuni aspetti teorici della tecnica radar, come la formula ridotta della 4ª potenza della distanza di scoperta del radar, la nozione di superficie equivalente d'eco e del fattore di visibilità, ecc. 
I Comuni di Roma e di Pisa gli hanno dedicato una propria area di circolazione come a suo nome sono intitolati l'Istituto Tecnico Nautico di Termoli (CB), l'edificio dei laboratori di elettrotecnica e telecomunicazioni dell'Istituto Tecnico Industriale "G. Marconi" di Campobasso e la Fondazione che ha lo scopo di diffondere la cultura e le conoscenze nel campo della radaristica e della telemetria. 
Durante la giornata commemorativa tenuta a Campobasso il 24 ottobre 1998 gli è stato dedicato un annullo filatelico speciale con cartolina celebrativa. Nell'occasione venne anche pubblicato un volume dal titolo "L'insegnamento e l'opera di Ugo Tiberio".
In occasione del 150º anniversario dell'Unità d'Italia la sua figura è stata inserita nel volume del Ministero della Pubblica Istruzione e dell'Innovazione dal titolo: "Servitori dello Stato - Centocinquanta biografie" a cura di Guido Melis, con prefazione del ministro Renato Brunetta.